# Carl Siegemund Schönebeck
Carl Siegemund (Sigismund) Schönebeck (* 26. Oktober 1758 in Lübben; † 22. April 1806 ebenda) war ein deutscher Cellist und Komponist. Die meisten Werke des weitgehend vergessenen Komponisten sind verschollen. Seine überlieferten Kompositionen muten originell an und erinnern an Ludwig van Beethoven.

## Leben
Schönebeck sollte nach dem Willen seiner Eltern Chirurg werden, fühlte sich aber dermaßen zur Musik hingezogen, dass er von seinem 14. Lebensjahr an beim Stadtmusikus von Lübben Unterricht bekam. Trotz langer Lehrjahre, später auch im schlesischen Grünberg, lernte Schönebeck weitgehend autodidaktisch mehrere Blasinstrumente und Geige. Als ein Cellovirtuose nach Grünberg kam, bezauberte ihn dessen Spiel so sehr, dass er sich auch dieses Instrument, das ihm gänzlich neu war, selbst beibrachte.
Schon nach zwei Jahren nahm die Hauskapelle des Grafen von Dohna im schlesischen Kotzenau den jungen Cellisten auf. 1780 avancierte Schönebeck zum Stadtmusikus von Sorau in der Niederlausitz. Zur weiteren Vervollkommnung seines Spiels reiste er nach Potsdam, wo er den französischen Cellovirtuosen Jean-Louis Duport hörte, und nach Dresden, um mit dem ebenfalls französischen Cellisten Jean-Balthasar Tricklir zu musizieren.
1787 wechselte Schönebeck in die Kapelle des Herzogs von Kurland im schlesischen Sagan. Vier Jahre später trat er in die Dienste des Grafen Truchseß zu Waldburg bei Königsberg in Preußen ein. Dort blieb er zwei Jahre, bis er nach Königsberg ging und dort als Cellist im Orchester und als Organist einer Kirche spielte. Wieder vier Jahre später versuchten Schönebeck und seine Frau sich als Landwirte bei Lübben – ohne Erfolg.
Der Cellist verlegte sich auf Kompositionen und Musikunterricht in seiner Geburtsstadt. Im Jahr 1800 trat er mit eigenen Werken in Leipzig auf.
Schönebeck starb 1806 in seiner Heimatstadt.

## Werke
Schönebeck komponierte Operetten, Duos für zwei Celli sowie für Cello und Viola, Quartette, außerdem Konzerte für Cello, für Flöte, für Waldhorn und für Klarinette. Die meisten dieser Werke sind verloren.